# کوردیروس
کوردیروس (به پرتغالی: Cordeiros) یک منطقهٔ مسکونی در برزیل است که در باهیا واقع شده‌است. کوردیروس ۸٬۶۴۲ نفر جمعیت دارد.